# HŽ série 1142
La série HŽ 1142 (numérotation originale JŽ 442, surnoms Brena, Tiristorka ) est une locomotive électrique des chemins de fer croates pour le système d'alimentation électrique de 25 kV 50 Hz. Les locomotives ont été construites entre 1981 et 1989 par la société "Rade Končar" pour les besoins des chemins de fer yougoslaves de l'époque. Il s’agissait de la première locomotive électrique entièrement développée et fabriquée dans l'ex -Yougoslavie. Les locomotives de la série 1142 sont les locomotives électriques les plus puissantes des chemins de fer croates.
Toutes les locomotives de la série HŽ 1142 appartiennent à HŽ Passenger Transport et sont utilisées exclusivement pour les trains de voyageurs.

## Histoire

### Développement

#### 1977-1979: Décision sur le développement d'une locomotive àthyristor
Au milieu des années 1970, la société " Rade Končar" de Zagreb s'est démarquée par de nombreuses années d'expérience dans la production réussie de centaines de locomotives à diodes monophasées de la série JŽ 441, construites depuis 1966 sous licence de la société suédoise ASEA pour esa Chemins de fer yougoslaves. Avec le développement de la technologie et les demandes croissantes en matière de transport, les locomotives à diodes s'amélioraient constamment et, vers la fin 1976, la livraison des locomotives de la sous-série JŽ 441-600 a commencé, qui pouvait atteindre des vitesses de 140 km/h et convenaient au remorquage de trains à grande vitesse sur la ligne Zagreb-Belgrade, dont l'électrification a été achevée au début des années 1970. Sur la base de l'expérience antérieure dans la production de locomotives de la série JŽ 441, les experts de JŽ et Rade Končar ont lancé une initiative de développement indépendant de la première série nationale de locomotives électriques, ce qui éviterait d'avoir à importer de la technologie étrangère. La première conférence d'experts des chemins de fer yougoslaves et de la société "Rade Končar" s'est tenue à Zagreb du 21 au 22 juin 1977, où le design conceptuel de la locomotive électrique a été discutée. La nouvelle génération de locomotives aurait dû avoir de meilleures performances que les locomotives à diodes existantes de la série JŽ 441. Conformément aux concepts modernes dans le domaine de la traction électrique, il a été conclu qu'une locomotive monophasée avec régulation de tension par thyristor est la solution la plus favorable.
En septembre 1978, un groupe d'ingénieurs de l'Institut de génie électrique a préparé un rapport détaillée des problèmes techniques individuels, ainsi qu'une conception préliminaire d'une nouvelle locomotive à thyristor. Le 13 octobre 1978, une réunion a eu lieu à Dubrovnik entre des représentants des Chemins de fer yougoslaves (ZJŽ) et de Rade Končar, où un projet de développement d'une locomotive électrique à thyristor a été présenté. Un accord de coopération technique et commerciale entre ZJŽ et Rade Končar a été signé lors de la conférence dans le but de développer des véhicules ferroviaires de traction électrique modernes. Outre l'amélioration des locomotives à diodes, dont la production a commencé en 1966, l'accord contient également une décision sur le développement et la production d'un prototype de la première locomotive électrique yougoslave avec régulation de tension par thyristor. La livraison du prototype de locomotive était prévue pour la fin de 1980, après quoi une nouvelle production de trois cents locomotives à thyristor pour les besoins des Chemins de fer yougoslaves était prévue, avec la possibilité de conclure des accords d'exportation avec des compagnies de chemin de fer étrangères. Le professeur Borivoje Rajković de l'Institut de génie électrique de la société Rade Končar a été nommé responsable du projet de développement des locomotives. Toutes les branches de ZJŽ ont été incluses dans le financement du développement de la locomotive à thyristors, à l'exception de ŽG Ljubljana, où, en raison du système d'électrification à courant continu, la nouvelle série de locomotives ne serait pas apte à l'exploitation. Les détenteurs de financement (avec une part totale de 75% des fonds) étaient ŽTP Zagreb et ŽTP Belgrade . Un accord de financement conjoint a été signé le 27 novembre 1979 entre Rade Končar et les sept succursales des chemins de fer yougoslaves.

#### 1979 - 1981: Prototypage
Le développement de la locomotive à thyristor a commencé parallèlement aux essais et à la livraison des locomotives à diodes de la série JŽ 441. Par rapport aux locomotives à diodes, la puissance des locomotives à thyristors était d'environ 30% supérieure, avec une augmentation des caractéristiques de traction de plus de 20%, ainsi que la capacité de fonctionner en continu à une vitesse maximale de 160 km/h. Le chef de projet était la société Rade Končar de Zagreb, ainsi qu'un certain nombre de sous-traitants de l'industrie yougoslave, qui ont réalisé certains sous-systèmes des locomotives. La caisse de la locomotive a été construite dans l'atelier Janko Gredelj de Zagreb, l'industrie mécanique de Nis s'est chargée du châssis de base, et l'équipement haute tension de la locomotive a été produit par la société MINEL de Belgrade. Parmi les composants importés, les supports pivotants sont fabriqués par Thyssen en Allemagne, tandis que l'électronique est achetée auprès de la société suisse ABB. La locomotive à thyristor était un système d'alimentation électrique complexe dont la tâche principale était de convertir l'électricité en énergie mécanique.

##### Partie électrique
La partie centrale de la locomotive était le transformateur principal, lourd de 10,5 t, posé horizontalement dans la chaudière avec les selfs pour lisser le courant des moteurs de traction. Pour les transformateurs de la locomotive, un défi particulier était le placement d'une puissance relativement importante dans le volume, dont la taille est limitée par les dimensions de la caisse de la locomotive. En raison des distances minimales entre les parties sous tension, la densité de courant était nettement plus élevée que dans les transformateurs de distribution conventionnels, ce qui rendait nécessaire d'effectuer un refroidissement basé sur la circulation forcée de l'huile. La tâche du transformateur de 6900 kVA est d'alimenter quatre moteurs de traction, ainsi que tous les entraînements auxiliaires de la locomotive. Le concept de la locomotive à thyristor de la série Rc4, construite par ASEA pour les chemins de fer suédois, a été repris pour résoudre l'onduleur principal. À l'intérieur de l'armoire de commande centrale se trouvent des relais ainsi que des convertisseurs de puissance électroniques, un dispositif de commutation et une commande automatique de l'entraînement du moteur électrique de la locomotive. Par rapport au sélecteur de tension sur les locomotives à diodes, la technologie des thyristors a représenté des avancées significatives en termes de régulation souple de l'entraînement et de rapidité d'adaptation aux changements de mode de fonctionnement de la locomotive.
L'entraînement principal de la locomotive se composait de deux groupes identiques avec deux moteurs de traction chacun, tandis que le convertisseur, constitué de ponts à thyristors, était refroidi par circulation forcée d'huile et d'air au moyen d'un ventilateur. Le paramètre d'entrée pour la conception des moteurs de traction des locomotives était une puissance nominale donnée de 1100 kW, qui était disponible pour les moteurs de traction de dernière génération développés par ASEA. Comparé à 770 moteurs de traction kW installé dans les locomotives à diodes de la série JŽ 441, il s'agit d'une augmentation de puissance de 40%, tandis que les dimensions du moteur lui-même sont restées inchangées en raison des dimensions données du bogie Thyssen. Les deux premiers moteurs de traction pour une locomotive à thyristor ont été achevés et testés début septembre 1981, tandis que les deux autres moteurs ont suivi début octobre de la même année. Pour l'installation d'ensembles et d'appareils électroniques, le système Combiflex de la société suédoise ASEA a été choisi, qui était auparavant utilisé sur les locomotives à diodes.

##### Partie mécanique
L'apparence de la locomotive à thyristor reposait fortement sur la locomotive à diodes, car les pièces mécaniques des deux locomotives devaient être compatibles entre elles. Les supports pivotants ont été développés sur la base de la base de la locomotive de la série 441, avec des améliorations supplémentaires en augmentant la résistance mécanique, ce qui assure la stabilité de conduite ainsi que la sécurité contre le glissement à des vitesses allant jusqu'à 200 km/h. Le châssis de base de la locomotive à thyristors était identique au châssis de la locomotive à diodes et a été fabriqué dans l'industrie mécanique de Nis. Le projet du châssis de locomotive a été réalisé dans le département de la technologie des produits et le département de conception de la société Rade Končar en coopération avec l'atelier Janko Gredelj de Zagreb. L'étude sur la conception de la locomotive à thyristor, qui a défini la forme du châssis, de la couleur du coffrage et une solution de la salle de commande de la locomotive a été préparée par le prof. Zlatko Kapetanović du département de Design de la firme. La forme extérieure de la locomotive à thyristors différait de celle de la locomotive à diodes. La carrosserie est légèrement inclinée, tandis que les surfaces vitrées des vitres avant sont beaucoup plus grandes. La construction du châssis lui-même est plus solide et plus résistante aux impacts éventuels. La colonne métallique centrale entre les pare-brise est en outre renforcée d'acier pour une meilleure résistance aux chocs.
La coloration du coffrage en caisson était également différente par rapport à la locomotive à diodes, et elle était largement déterminée par le paramètre d'entrée selon lequel la locomotive doit être visible dans le brouillard à une distance allant jusqu'à 200 mètres. Le volant est conçu selon les normes les plus modernes, la plupart des instruments sont situés sur la table de commande et sont facilement accessibles au conducteur en position assise et debout. En raison du bruit accru causé par la conduite à grande vitesse, le volant est en outre insonorisé. En coopération avec les conducteurs de train, des équipements auxiliaires modernes tels que des réfrigérateurs, des éviers, des cuisinières et une climatisation été installés dans la salle de contrôle. La caisse de la locomotive a été achevée dans l'atelier Janko Gredelj le 31 octobre 1981, après quoi elle a été envoyée aux usines de Rade Končar, où l'assemblage final de la locomotive sera effectué.

#### 1981 - 1985: Présentation et essai du prototype
En novembre 1981, certains sous-systèmes de locomotive tels que le transformateur principal, le redresseur à thyristor, les moteurs de traction ou l'électronique de l'armoire ont été achevés, et le soi-disant "Modèle en vrac" de l'entraînement de la locomotive principale dans les laboratoires de l'Institut de génie électrique. Le "modèle en vrac" est entièrement dérivé de l'équipement d'origine qui sera ensuite installé dans le prototype de locomotive. Certains assemblages ont été progressivement mis en opération d'essai, et les déficiences constatées ont été éliminées sur place. Les modes de traction et de freinage de la locomotive ont été simulés à l'aide d'un seul moteur de traction chargé des résistances appropriées. Les systèmes de commande, de protection et de régulation de base du moteur électrique principal de la locomotive ont également été testés. L'examen du "modèle en vrac" de la locomotive a été mené par une vingtaine d'experts de l'Institut de génie électrique dans un délai extrêmement court, et il s'est achevé le 14 décembre 1981. Après les tests réussis et l'élimination de tous les défauts observés, l'assemblage final du prototype de locomotive à thyristors avec le numéro d'immatriculation JŽ 442-001 a suivi. La locomotive a été mise en service le 26 décembre 1981 et a été lancée pour la première fois le même jour à 12h20 sur la piste d'essai du circuit de l'usine Rade Končar.
Après le premier roulage sur la voie d'essai lors de la présentation de la locomotive, s'ensuivent les préparatifs des essais d'exploitation en voie ouverte qui dureront jusqu'à fin 1982. Après la panne du transformateur principal, sa reconstruction est effectuée, tandis que la masse totale de la locomotive est finalement réduite à moins de 84 t. L'inspection technique de la locomotive par la JZ Prototype Testing Commission a été achevée le 25 novembre 1982 et le consentement a été donné pour sortir sur la voie à des fins d'essais supplémentaires. Le premier trajet de la locomotive 442-001 sur la ligne ouverte a eu lieu le 24 novembre 1982, lorsqu'elle a tiré un train de marchandises de 2030 t de la gare Range de Zagreb à Koprivnica. Jusqu'au 10 décembre, les essais avec la traction des trains de marchandises à la jonction ferroviaire de Zagreb et sur l'itinéraire Zagreb - Koprivnica se sont poursuivis. Du 15 au 17 décembre, sur la route Zagreb - Novska - Rajić, des tests d'essai ont été effectués, où la locomotive a atteint une vitesse de 183,7 km/h en seulement 1 minute et 20 secondes depuis le départ, qui a établi un record de vitesse pour les véhicules de traction ferroviaire en Yougoslavie.
En février 1983, les essais d'exploitation ont été poursuivis par traction indépendante des trains de marchandises sur l'itinéraire Zagreb - Koprivnica et par traction des trains de voyageurs et à grande vitesse sur l'itinéraire Zagreb - Belgrade. Les locomotives ont ensuite été testées sur les sections les plus difficiles du chemin de fer du réseau des chemins de fer yougoslaves. Des tests d'adhérence et l'efficacité de la protection antidérapante ont été testés. Fin mars, la locomotive 442-001 subissait des essais de type sur la voie ferrée Belgrade-Bar, où elle remorquait des trains de marchandises. Lors des essais sur le tronçon vallonné de la voie ferrée entre Podgorica et Kolašin, des trains de marchandises pesant près de 800 t ont été démarrés avec succès sur des pentes de 25 pour mille. Grâce à la commande des essieux par thyristor et à la régulation du glissement, la locomotive 442-001 s'est avérée avoir de meilleures caractéristiques de traction que la locomotive électrique à six axes de la série JŽ 461. En avril 1983, les mêmes tests sont effectués sur la ligne Sarajevo-Ploče. Depuis le 25 avril 1983, la locomotive fait partie d'une équipe indépendante du train d'affaires 101 "Sava Express" sur la ligne Dobova - Belgrade et du train express 262 "Venezia Express" sur la ligne Belgrade - Dobova.
En décembre 1983, après les premiers essais opérationnels de traction des trains, la locomotive 442-001 est emmenée pour des essais climatiques au centre de recherche ORE "Arsenal" à Vienne. Pendant plus de deux semaines, une série de cycles de chaleur sèche, d'ensoleillement, de chaleur avec humidité, d'échange de chaleur et de froid, de températures extrêmement basses et de l'impact de la neige ont été effectués. La plage de température à laquelle les tests ont été effectués variait de +45 °C-30 °C. Après des essais réussis dans des conditions climatiques extrêmes, les essais d'exploitation à ciel ouvert se sont poursuivis. Dans la période du 5 février au 10 mars 1984, la locomotive 442-001 a été utilisée pour tracter des trains à grande vitesse sur la route Belgrade - Sarajevo pour les besoins des Jeux olympiques d'hiver à Sarajevo. Puis, après 108 000 kilomètres de fonctionnement d'essai, la première panne de la locomotive a été enregistrée. Sur le train 151 à la gare de Ruma le 10 février 1984, le moteur de traction n° 1 est tombé en panne en raison de l'intrusion d'eau due à une importante chute de neige. Après avoir déterminé le défaut dans l'atelier de Rajlovac près de Sarajevo, la locomotive a été expédiée seule à Zagreb avec l'aide des trois moteurs de traction restants. En avril 1984, un dysfonctionnement du moteur de traction avait été corrigé avec succès et, en décembre de la même année, cinq parcours indépendants avaient été effectués pour tester la locomotive dans la rotation du train de voyageurs. Le 6 décembre 1984, la locomotive a été présentée à la délégation des chemins de fer chinois par un tour de démonstration sur la route Zagreb - Koprivnica - Zagreb.
Du 7 au 24 décembre 1984, la locomotive a été testée sur le site d'essai de Kolin près de Prague dans ce qui était alors la Tchécoslovaquie. Le polygone se composait de 16 kilomètres de chemin de fer circulaire conçu pour une vitesse maximale de 200 km/h. La locomotive a été testée sur le site d'essai avec une charge stable permanente et la force de traction maximale de 35 tonnes a été atteinte. Les tests ont été menés à bien et il a été démontré que le nouveau transformateur principal était correctement dimensionné, résistant à des modes de fonctionnement rigoureux avec plusieurs heures d'exposition à un chauffage continu. En janvier 1985, la locomotive a été testée pour les courts-circuits dans les gares de Dobova et Velika Gorica. De fin février à mai 1985, la locomotive est hors service en raison d'un dysfonctionnement du convertisseur AC. Lors de l'essai, quatre dysfonctionnements ont été enregistrés qui ont provoqué la déconnexion temporaire de la locomotive du trafic et neuf défauts mineurs éliminés sur place. Pendant la période d'essai, le prototype de locomotive à thyristor 442-001 a parcouru 202 475 kilomètres, dont plus de 85 % en trafic régulier.

### Production en série et livraison aux chemins de fer yougoslaves
Une réunion d'experts entre des représentants des chemins de fer yougoslaves et la société Rade Končar s'est tenue à Tuheljske Toplice le 5 juillet 1985, qui a officiellement mis fin aux essais du prototype d'une locomotive à thyristor. Sur la base des résultats présentés des tests fonctionnels et opérationnels, il a été conclu que la locomotive remplissait toutes les conditions pour obtenir l'homologation de type pour les chemins de fer yougoslaves, ce qui était une condition préalable essentielle au démarrage de la production en série. Le 15 novembre 1985, ŽTP Zagreb et Rade Končar ont signé un contrat pour l'achat de 15 locomotives électriques à thyristors. La valeur totale du contrat était de 20 milliards de dinars yougoslaves à l'époque, et en plus de l'achat de locomotives à thyristor, dix autres locomotives à diodes de la série 441-400 avec un frein électrodynamique ont également été contractées. Après la signature du contrat, la production en série des locomotives de la série JŽ 442 a commencé. La livraison de la première locomotive de la production en série devait être de 18 mois à compter de la signature du contrat, suivie de la livraison d'autres locomotives dans la dynamique d'une à trois locomotives par mois. Le premier essai de la première locomotive de série numérotée 442-002 a été effectué le 18 décembre 1987. En mai 1988, une décision a été prise de mettre sur le marché un prototype de locomotive numéroté 442-001, qui a déterminé que la locomotive répondait à toutes les réglementations et exigences, et une décision a été prise à ŽTP Zagreb sur l'achat final de la locomotive. Après six mois d'essais finaux, qui comprenaient des essais de type de l'électronique et l'élimination des problèmes liés à la surchauffe du transformateur principal, ŽTP Zagreb a officiellement repris les trois premières locomotives de la production en série le 1er juillet 1988.
Initialement, les locomotives de la série JŽ 442 étaient livrées avec un rapport de transmission permettant une vitesse de marche maximale de 120 km/h. Après la révision du chemin de fer Zagreb - Belgrade et l'augmentation de la vitesse à 160 km/h, les locomotives déjà livrées ont été retirées du trafic et équipées par la suite de réducteurs appropriés pour une vitesse de 160 km/h. Au cours de l'année 1989, la locomotive numérotée 442-008 a subi des tests approfondis sur le réseau des chemins de fer bulgares, accompagnée d'un groupe d'une trentaine d'ingénieurs de Rade Končar. Malgré d'excellents résultats d'essais, où il a rempli toutes les tâches de traction sur les tronçons les plus exigeants du chemin de fer, les chemins de fer bulgares ont été contraints de renoncer à l'achat de locomotives en raison du manque de ressources financières. La dernière locomotive à thyristor numérotée 442-016 a été livrée à ŽTP Zagreb le 20 novembre 1989. C'était aussi la dernière locomotive électrique construite par la société Rade Končar pour les besoins des chemins de fer yougoslaves. Bien que certaines branches des chemins de fer se soient engagées à acheter des locomotives à thyristor sur la base d'accords autonomes, en raison de la guerre et de l'éclatement de la Yougoslavie, la production a été suspendue et les locomotives ont été livrées exclusivement au chemin de fer de Zagreb. Pendant le service sur les chemins de fer yougoslaves, les locomotives de la série 442 ont été principalement utilisées pour le remorquage de trains à grande vitesse et d'affaires sur la route Zagreb - Belgrade, parmi lesquelles le train d'affaires P 120/1 "Antun Gustav Matoš" s'est démarqué, avec un temps de marche de 412 kilomètres n'était que de 3 heures et 50 minutes. Le régime de traction rapide a duré jusqu'au milieu de 1991 et le début de la guerre de la patrie, lorsque tout le trafic ferroviaire entre Zagreb et Belgrade a été interrompu.

### Au service des chemins de fer croates

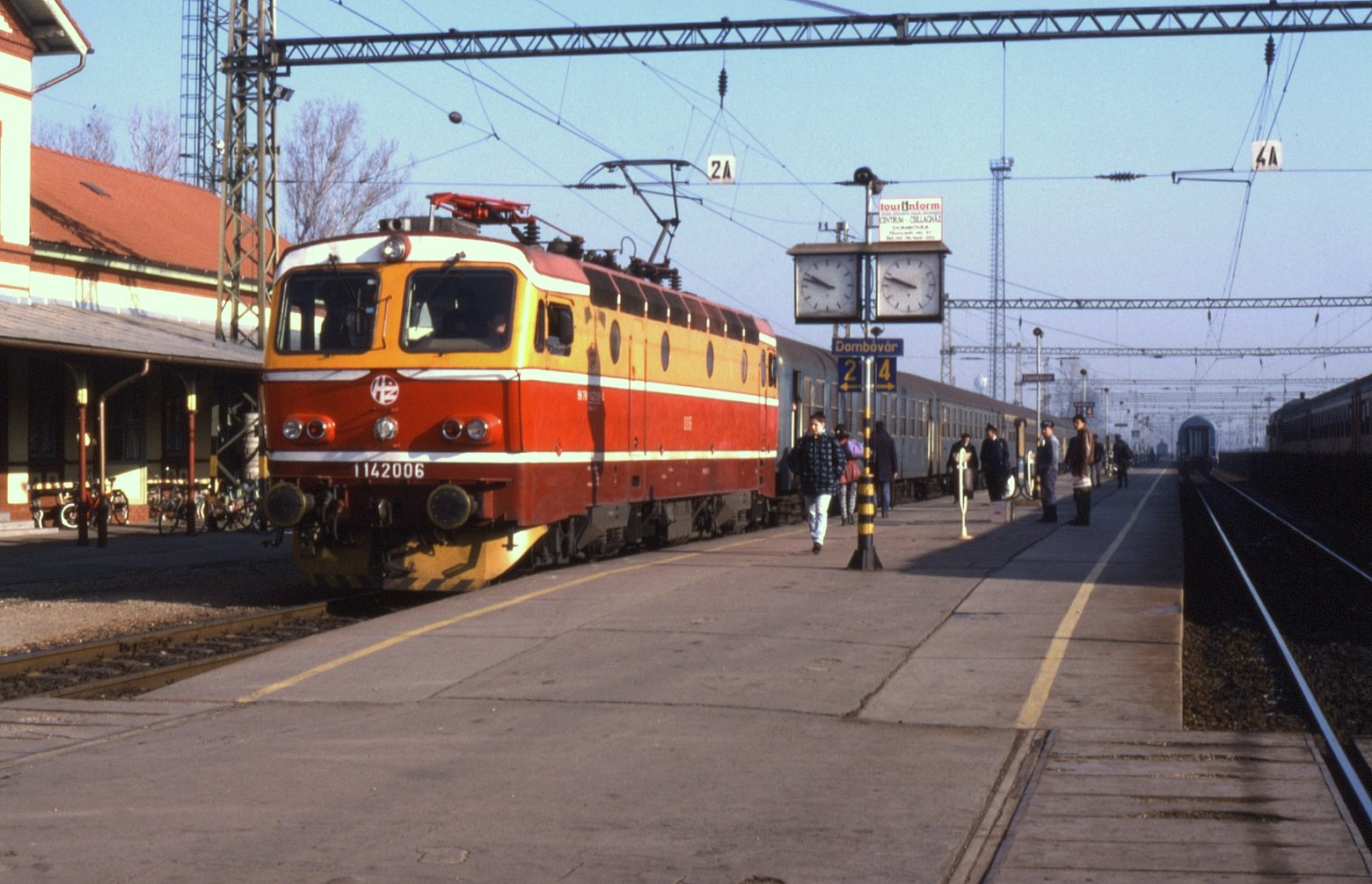
Locomotive 1142 006 au service des chemins de fer hongrois (MÁV) à Dombóvár (1996)

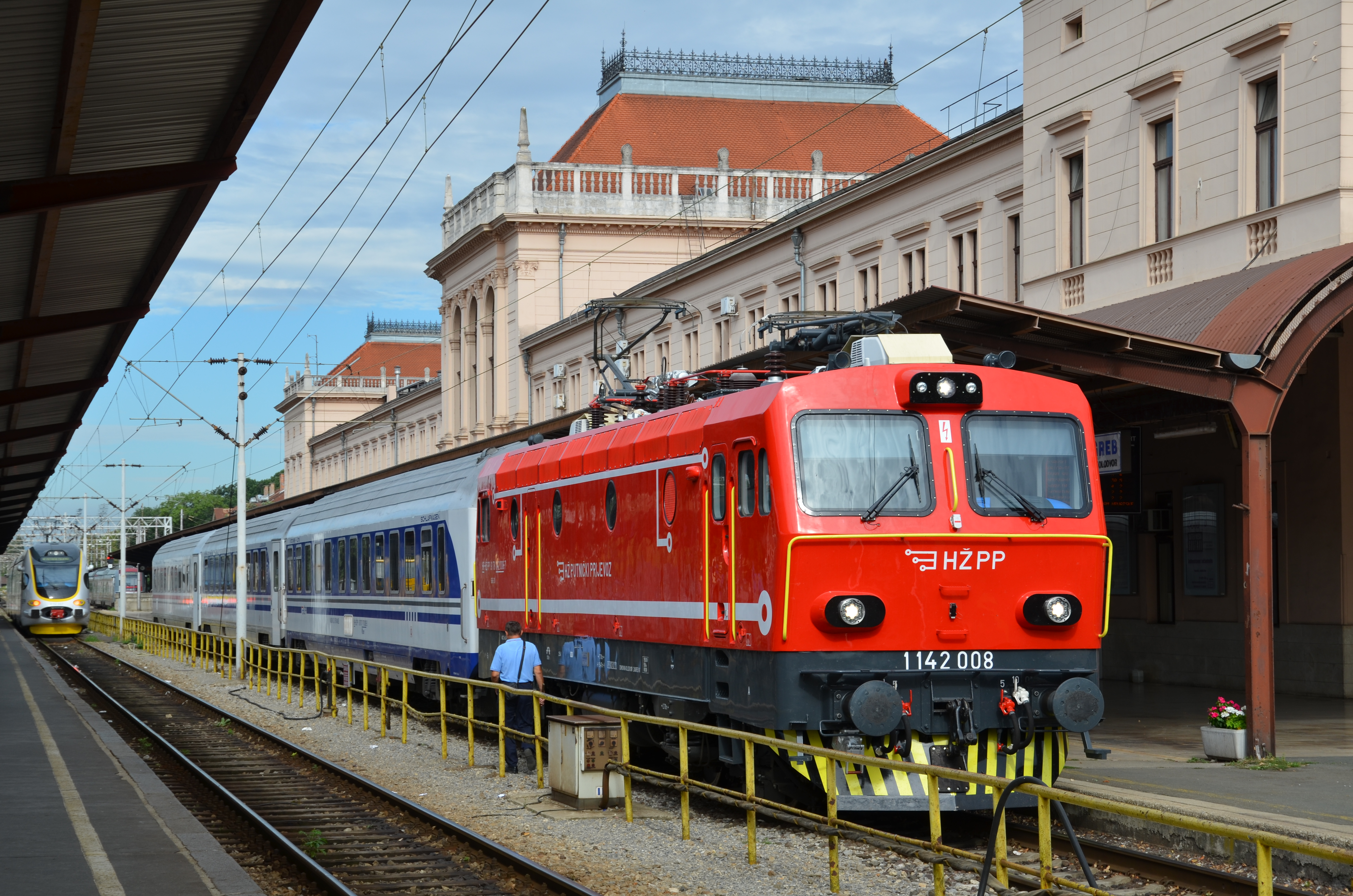
Locomotive modernisée 1142 008 dans la nouvelle couleur de HŽ Putnički prijevoz

Les chemins de fer croates ont hérités de l'ancien ŽTP Zagreb les 16 locomotives de la série JŽ 442, qui ont reçu la désignation numérique HŽ 1142. Après la libération des zones occupées de la Slavonie occidentale début mai 1995, ils ont de nouveau été utilisés pour tracter des trains de voyageurs et à grande vitesse sur la route Zagreb - Vinkovci. La première locomotive de série, numérotée 1142 002, a été détruite le 16 août 1995 lors d'une collision avec une mine près de l'arrêt Donja Vrba sur le tronçon ferroviaire entre Slavonski Brod et Zadubravlje. Entre mai 1994 et mai 1997, trois locomotives de la série 1142 ont été utilisées pour la traction directe de trains internationaux à grande vitesse sur la ligne Zagreb- Budapest. Pour circuler sur le réseau des chemins de fer hongrois (MÁV), les locomotives sont équipées d'un système de sécurité ATP et de prises de mouvement supplémentaires adaptées au système d'électrification hongrois. Après avoir abandonné la traction conjointe, les trois locomotives ont été louées à MÁV pour trois ans. En juin 2000, le contrat de location a été prolongé et deux locomotives supplémentaires ont été louées afin de régler les dettes des chemins de fer croates envers MÁV. Pendant leur service sur les chemins de fer hongrois, les locomotives appartenaient à l'unité de traction ferroviaire Dombóvár et étaient utilisées non seulement pour les trains internationaux à grande vitesse, mais également pour le remorquage de trains de voyageurs en Hongrie.
HŽ Vuče vlakova possédait un total de 15 locomotives de la série 1142, qui jusqu'à la fin de 2012 étaient utilisées pour tracter des trains à grande vitesse, de voyageurs et occasionnellement de marchandises, principalement sur des voies de plaine en Slavonie. Après la suppression de la société HŽ Vuča vlakova doo, les locomotives sont entrées en possession de HŽ Putnički prijevoz et sont depuis utilisées exclusivement pour le remorquage de trains de voyageurs. En changeant le système de traction électrique sur la section de la ligne entre Moravica et Rijeka de la tension continue précédente de 3 kV à la tension alternative standard de 25 kV en décembre 2012, les locomotives de la série 1142 sont également utilisées pour tracter des trains de voyageurs et à grande vitesse sur l'itinéraire Zagreb - Rijeka. Le principal domaine de service de ces locomotives était encore le remorquage de trains internationaux et à grande vitesse entre Zagreb et Vinkovci, où sur certaines sections du chemin de fer, ils développent leur vitesse maximale de 160 km/h.

#### 2017: Modernisation des locomotives de transport de voyageurs HŽ
En septembre 2016, un contrat a été signé avec Končar - Električna vozila pour la réparation majeure et la modernisation de trois locomotives électriques de la série 1142. Dans le cadre de la modernisation, un certain nombre de solutions technologiques ont été appliquées afin de réduire les coûts d'exploitation et d'améliorer les conditions de travail du personnel mécanique. Le système de contrôle et de régulation a été remplacé par un nouveau contrôle à microprocesseur informatisé. Le volant a été reconstruit et ajusté aux normes modernes. De nouveaux éléments de contrôle du frein à air, un nouveau compresseur et un sécheur d'air, ainsi qu'un nouveau système de mesure et de régulation de la vitesse et de la consommation d'énergie ont été installés. Les rétroviseurs ont été remplacés par quatre caméras vidéo de recul, et les phares existants ont été remplacés par une nouvelle version à technologie LED. Une nouvelle solution pour peindre le coffrage de la locomotive a été appliquée, conformément à l'identité visuelle valide de HŽ Putnički prijevoz introduite en avril 2015. Locomotive modernisée numérotée 1142 008 présentée le 30 mai 2017 dans le circuit d'usine de la société Končar - Véhicules électriques. Après une série d'essais et de tests, la première locomotive a été livrée à HŽ Putnički prijevoz en juillet de la même année. La deuxième locomotive modernisée, numérotée 1142 007, suivra deux mois plus tard. À l'automne 2017, la troisième locomotive numérotée 1142 009 a été envoyée en modernisation, qui a été livrée en mai 2018 après une révision majeure.

## Caractéristiques techniques
Les locomotives de cette série ont quatre essieux, un seul essieu moteur et une disposition d'essieux Bo'Bo'. L'entraînement principal de la locomotive est divisé en deux unités motrices électriques égales avec deux moteurs de traction de type IVK 644-8 et une puissance nominale de 1100 kW. Les moteurs de traction sont alimentés par deux ponts de thyristors semi-commandables connectés en série et des selfs de lissage de courant redressées individuelles. La vitesse nominale du moteur de traction est de 1105 tr/min, avec une vitesse maximale de 1940 tr/min. La tension nominale du moteur de traction est de 870 V, avec un courant de 1330 A.
La partie centrale de l'équipement électrique de la locomotive est le transformateur principal de 6900 kVA, qui fournit de l'électricité pour alimenter le moteur électrique principal de la locomotive. Le moteur électrique auxiliaire est utilisé pour alimenter le ventilateur de refroidissement de l'air de l'onduleur principal et initie la circulation forcée de l'huile de refroidissement du transformateur principal et de l'onduleur. Le variateur auxiliaire utilise des moteurs asynchrones triphasés alimentés par un convertisseur à thyristor monophasé. L'équipement de toit haute tension de la locomotive se compose de pantographes, d'un sectionneur avec mise à la terre, d'un interrupteur principal, de transformateurs de mesure et d'isolateurs de support.
La partie mécanique de la locomotive se compose de deux bogies à deux essieux conçus pour une vitesse maximale de 200 km/h, le châssis de base et la boîte de locomotive. Le châssis de base est identique au châssis de la locomotive de la série HŽ 1141. La locomotive est équipée de deux salles de contrôle situées aux extrémités du caisson, tandis qu'à l'intérieur de la partie centrale du caisson se trouve une salle des machines avec l'équipement électrique de la locomotive. La forme de la table de contrôle permet de conduire en position debout et assise. La plupart des équipements de commande tels que le levier de commande ou le commutateur de direction sont situés directement à côté du poste de travail du conducteur.

## Aspect extérieur des locomotives
Les locomotives de la série 1142 n'ont subi que des changements d'apparence mineurs au cours des trois premières décennies de service. La peinture originale des locomotives était unique dans la flotte des chemins de fer yougoslaves de l'époque et était largement conditionnée par l'exigence selon laquelle la locomotive devait être visible à une distance de 200 mètres dans le brouillard, c'est pourquoi la nouvelle solution utilisait principalement des couleurs du spectre chaud. Le toit et la partie inférieure de la caisse sont peints en rouge, tandis que la partie supérieure de la caisse est jaune. Le châssis de base de la locomotive est rouge foncé et les supports et les pare-chocs sont peints en noir. Des bandes décoratives blanches avec une bordure rouge foncé traversent le milieu de la caisse de la locomotive et ses bords supérieur et inférieur. La bande décorative centrale à l'avant de la locomotive était interrompue par un signe pictural des chemins de fer yougoslaves. Les plaques d'immatriculation de la locomotive sont situées au-dessus des pare-chocs dans les coins supérieurs gauche et droit de la partie avant du châssis de base. Au milieu des côtés de la boîte, l'inscription latine "Chemins de fer yougoslaves" était imprimée en blanc sur fond rouge, marquant toutes les locomotives électriques appartenant à ŽTP Zagreb.
Après le transfert de possession des chemins de fer croates, les locomotives de la série 1142 étaient les seuls véhicules de traction à conserver leur couleur d'origine. Le signe pictural de JŽ a été remplacé par le logo des chemins de fer croates et la marque numérique à l'avant de la locomotive a été agrandie et déplacée vers le milieu. Les inscriptions "Chemins de fer yougoslaves" sur les côtés de la boîte ont été supprimées et remplacées par le numéro de série de la locomotive, et plus tard sur certaines locomotives, l'inscription "HŽ Vuča vlakova" a été imprimée au même endroit.
Le premier changement significatif dans l'apparence extérieure des locomotives de la série 1142 a eu lieu en 2017, moins de trente ans après leur lancement. La locomotive numérotée 1142 008 a subi une révision et une modernisation majeures, et à cette occasion une nouvelle solution de peinture de coffrage a été appliquée pour la première fois, conformément aux éléments de base de l'identité visuelle de HŽ Putnički prijevoz à partir d'avril 2015. Dans la nouvelle peinture officielle, qui s'applique exclusivement aux locomotives électriques de la série 1142, la caisse et le toit sont peints en rouge, tandis que le cadre, les socles et les pare-chocs sont noirs. À l'avant de la locomotive, le signe pictural des chemins de fer croates a été remplacé par le logo texte HŽPP, et au milieu des côtés de la boîte, l'inscription "HŽ Putnički prijevoz" a été imprimée en blanc. Le long des bords supérieur et inférieur de la boîte se trouvent des bandes décoratives blanches aux extrémités circulaires, tirées du signe pictural de HŽ Putnički prijevoz. Le boîtier des réflecteurs est noir, tout comme la garniture des vitres avant.
Début 2018, une nouvelle version de la peinture officielle a été appliquée sur deux locomotives modernisées de la série 1142.

## État et disposition
Actuellement, il y a 15 locomotives de la série 1142 dans le parc d'inventaire de HŽ Putnički prijevoz. Toutes les locomotives sont en état de marche et sont en possession de l'unité régionale de HŽ Putnički prijevoz Zagreb.
Ils sont utilisés pour le remorquage des trains de voyageurs, à grande vitesse et à grande vitesse et circulent régulièrement sur les itinéraires suivants :
- Zagreb - Vinkovci
- Dobova - Zagreb
- Vinkovci - Tovarnik - Sid
- Zagreb - Koprivnica - Gyékényes

## Faits intéressants
Les cheminots du ŽTP de Zagreb ont surnommé la locomotive à thyristors "Štefica" parce qu'elle a été solennellement mise en service le 26 décembre 1981, en la fête de Saint-Pierre Stéphane. Le surnom n'a pas duré et au bout d'un moment le nouveau nom "Brena" s'est imposé parmi les conducteurs de train, selon le chanteur Lepa Brena, qui a connu une popularité exceptionnelle dans toute la Yougoslavie dans les années 1980. En plus de "Brena", le surnom original "Thyristor", qui a été donné par les habitants de "Končar" lors du développement de la locomotive, est devenu courant.
On a supposé que la chanson 442 à Belgrade du musicien belgradois Momcilo Bajagić-Bajaga portait le nom de la locomotive du même nom, dont l'exploitation commerciale sur la route Zagreb-Belgrade a commencé à peu près au même moment où la chanson a été écrite. Cependant, dans une interview en 2014, Bajaga a résolu tous les doutes sur le titre de la chanson, affirmant que le nombre "442" avait été choisi arbitrairement et ne contenait aucune signification spécifique.
La locomotive numérotée 1142 001 (à l'origine 442-001) détient toujours le record de vitesse pour les véhicules ferroviaires en Croatie, qui a été établi en décembre 1983 sur le tronçon Novska - Rajić et s'élève à 183,7 km/h.

## Sources et notes
1. 1 2 3  Ožanić, Marijan: Razvoj Končareve tiristorske lokomotive (1) – Uvodna razmatranja (objavljeno 1. ožujka 2018., pristupljeno 6. listopada 2018.)
2. 1 2  Ožanić, Marijan: Razvoj Končareve tiristorske lokomotive (2) – Početak (objavljeno 4. ožujka 2018., pristupljeno 6. listopada 2018.)
3. ↑  Havliček, Milena: Tiristorska lokomotiva – najveći doseg i ponos končarevaca / Končarevac, XLIX, broj 9 (2013.), str. 22
4. 1 2 3 4 5 6 7 8  Ožanić, Marijan: Razvoj Končareve tiristorske lokomotive (3) – Razvoj i izrada prototipa (objavljeno 13. ožujka 2018., pristupljeno 7. listopada 2018.)
5. 1 2  Škorić, Vlatka: Mr. sc. Zlatko Kapetanović : Kako sam dizajnirao tiristorku / Željezničar, XLVI, broj 792 (2011.), str. 30
6. 1 2  Ožanić, Marijan: Razvoj Končareve tiristorske lokomotive (4) – Ispitivanje „rasutog modela“ i puštanje u rad (objavljeno 14. ožujka 2018., pristupljeno 8. listopada 2018.)
7. 1 2 3 4 5  Ožanić, Marijan: Razvoj Končareve tiristorske lokomotive (5) – Ispitivanje na pruzi (1982. – 1985.) (objavljeno 21. ožujka 2018., pristupljeno 8. listopada 2018.)
8. 1 2 3 4 5  Ožanić, Marijan: Razvoj Končareve tiristorske lokomotive (6) – Ispitivanje prototipa lokomotive na poligonima u inozemstvu (1983. i 1984.) i kraj razvoja (objavljeno 26. ožujka 2018., pristupljeno 8. listopada 2018.)
9. 1 2 3 4 5 6  Ožanić, Marijan: Razvoj Končareve tiristorske lokomotive (7) – Ispitivanje lokomotiva iz serijske proizvodnje (objavljeno 4. travnja 2018., pristupljeno 7. listopada 2018.)
10. ↑  (cs) Vagonweb: P 121 Antun Gustav Matoš (pristupljeno 7. listopada 2018.)
11. 1 2 3  (en) Pallotta, Lorenzo: 1142 „Lepa Brena“ : An unlucky Yugoslavian loco / Railway portraits, II, broj 11 (2015.), str. 5 – 14
12. ↑  (hu) Vasúthistória Kovács Sándortól: Horváth mozdonyok (1142 sorozat) (pristupljeno 8. listopada 2018.)
13. 1 2  HŽ Putnički prijevoz: Predstavljena modernizirana lokomotiva (objavljeno 1. lipnja 2017., pristupljeno 8. listopada 2018.)
14. 1 2  Švaljek, Ivan; Kožulj, Tomislav, Bošnjak, Miljenko: Tehničko-eksploatacijski pokazatelji i značajke vučnih vozila Hrvatskih željeznica, 1. izd., Hrvatske željeznice, Zagreb, 2003.,  (ISBN 953-62781-0-3), str. 27 – 30
15. ↑  (de) Le Rail: JŽ Wechselstromlokomotiven Baureihe 442 (pristupljeno 9. listopada 2018.)
16. ↑  HŽ Putnički prijevoz: Novi vizualni identitet (pristupljeno 9. listopada 2018.)
17. ↑  (en) Planinski, Konstantin: Red-White-Blue: HŽ Cargo debuts a new livery (objavljeno 1. veljače 2018., pristupljeno 9. listopada 2018.)
18. ↑  (sr) Telegraf.rs: Bajaga otkrio misteriju: Evo šta znači „442 do Beograda“ (objavljeno, 14. travnja 2014., pristupljeno 25. listopada 2018.)